# マツヤ (長野県)
株式会社マツヤは、かつて存在した長野県で食品スーパーマーケットチェーンを展開していた企業。アルピコホールディングスの子会社でオール日本スーパーマーケット協会に加盟していた。
かつては「イトーヨーカ堂グループ（後のセブン&アイ・ホールディングス）」の一員であったが、マツヤからの申し入れにより、1988年（昭和63年）2月1日にグループを離脱した。
イトーヨーカ堂グループからの独立後、1995年（平成7年）にはジャスダックに上場するなど拡大を続けてきたが、2010年代に入ると粉飾決算が発覚したり債務超過に陥るなど経営が悪化し、アルピコグループの傘下に入ることとなった。
2016年（平成28年）4月1日には同グループでスーパーを展開する株式会社アップルランドに吸収合併され、株式会社デリシアとなった。ブランドも順次「デリシア」に統一され、1914年（大正3年）から続いてきた「マツヤ」の店名は消滅することとなった。

## 沿革
- 1914年（大正3年）11月 - 創業。
- 1968年（昭和43年）10月1日 - 株式会社松屋スーパー設立[1]。
- 1971年（昭和46年）10月 - 本社を長野市村山から同市吉田三丁目に移転。
- 1973年（昭和48年）
  - 5月 - イトーヨーカ堂と業務提携。
  - 7月 - 株式会社ヨークマツヤへ商号変更[1]。
- 1983年（昭和58年） - 子会社として株式会社川西ショッピングセンターを設立。
- 1976年（昭和51年） - 本社を長野市田町に移転。
- 1984年（昭和59年）9月 - 本社を長野市三輪に移転。
- 1986年（昭和61年）
  - 2月5日 - 子会社として株式会社更北中央ショッピングセンターを設立。更北店の不動産管理を行う。
  - 12月 - 子会社として株式会社松屋小山商店を設立。
- 1987年（昭和62年）4月 - 子会社として株式会社東部中央ショッピングセンター・株式会社川中島中央ショッピングセンターを設立。それぞれ東部店・南川中島店の不動産管理を行う。
- 1988年（昭和63年）
  - 1月 - 子会社として株式会社川西ホームセンターを設立。
  - 2月1日 - イトーヨーカ堂との提携を解消し、株式会社マツヤへ商号変更[2]。
  - 4月 - 子会社として株式会社ジャスティンを設立、ホームセンター事業に本格参入。
- 1989年（平成元年）5月 - 子会社として株式会社高井富士ショッピングセンターを設立。中野西店の不動産管理を行う。
- 1992年（平成4年）
  - 1月 - 子会社として株式会社シマダを設立。
  - 10月 - 子会社の株式会社松屋商事を合併。
- 1993年（平成5年）
  - 1月 - 子会社の株式会社川西ホームセンターを合併。
  - 10月 - 子会社の株式会社シマダを合併[1]。
  - 12月 - 子会社の株式会社松屋小山商店を合併[1]。
- 1995年（平成7年）7月 - 店頭市場（後のジャスダック）にて株式公開[1]
- 2000年（平成12年）3月 - 子会社の株式会社ジャスティンの営業権を譲渡し、ホームセンター事業から撤退。同社は2008年（平成20年）清算結了。
- 2001年（平成13年）3月 - 同業他社の株式会社くろさきの小売業からの撤退に伴い、同社若槻店・母袋店の2店舗を譲受[1]。それぞれマツヤ若槻店・稲葉店とする。
- 2002年（平成14年） - 子会社の株式会社ジャスティン、株式会社東部中央ショッピングセンター、株式会社高井富士ショッピングセンター、株式会社川中島中央ショッピングセンター及び株式会社川西ショッピングセンターを合併。
- 2006年（平成18年）
  - 4月 - オーシャンシステムと提携し、業務スーパー事業に進出。本社を長野市北尾張部に移転。
  - 10月25日 - 株式会社アップルパークを連結子会社化。
- 2008年（平成20年）
  - 8月 - 子会社の株式会社ジャスティンの清算を結了。
  - 9月1日 - 子会社の株式会社更北中央ショッピングセンターを合併。
- 2009年（平成21年）
  - 5月1日 - 子会社の株式会社アップルパークが、長野市にSC「マツヤショッピングモール」を開業。
  - 5月8日 - 子会社の株式会社アップルパークが、株式会社マツヤショッピングモールに商号変更。
- 2013年（平成25年）
  - 2月8日 - 2011年2月期から2013年2月期において、不適切な会計処理により利益の過大計上・過少計上が行われていたと発表。社長の小山光作が辞任[広報 1]。
  - 5月15日 - 大阪証券取引所から特設注意市場銘柄の指定を受ける[広報 2]。
- 2014年（平成26年）
  - 4月 - 不採算6店舗[4]（松代店・戸倉店・長野南店・上田インター店・上田中之条店・茅野店）[5]と食品センター（長野市川合新田）を閉鎖[広報 3][6]。
  - 5月2日 - アルピコホールディングスと資本業務提携[広報 4][7]。
  - 5月30日 - アルピコホールディングスの持分法適用関連会社となる[広報 5]。
- 2015年（平成27年）
  - 4月15日 - 2015年2月期に債務超過に陥った責任を取り、社長の小山栄造が辞任[4][8]。
  - 5月13日 - 前年5月15日に東京証券取引所に提出した内部管理体制確認書の審査の結果、隠蔽工作に関った元役員がマツヤ及び子会社の口座を通じて取引先への金銭貸付等を行っていたことがが新たに発覚、東京証券取引所から特設注意市場銘柄継続決定を受ける[9]。
  - 5月29日 - 債務超過による上場廃止猶予期間入り[広報 6]。
  - 10月9日 - アルピコホールディングスによる株式公開買付の実施を発表（実施期間10月16日～11月30日）。マツヤ、マツヤ創業家一族も賛同しており、アルピコホールディングスの完全子会社となる予定。尚、当面はマツヤブランドは存続予定とされた。
  - 12月4日 - アルピコホールディングスが、株式公開買付けにより議決権所有割合で95%の株式を取得（マツヤ、マツヤ創業家一族も賛同）し、親会社となる[広報 7]。
  - 12月28日 - ジャスダック上場廃止。
- 2016年（平成28年）
  - 1月2日 - アルピコホールディングスによる株式売渡請求により、同社の完全子会社となる[広報 8]。
  - 3月1日 - 子会社の株式会社マツヤショッピングモールを合併。
  - 4月1日 - 株式会社アップルランドに吸収合併、株式会社デリシアとなる。業務スーパー「ユー・パレット」を除き、店舗ブランドは順次「デリシア」に統一[3]。

## 合併時点の店舗
2016年（平成28年）4月1日の合併時点で営業していた店舗である。現行の店舗は、デリシア (スーパーマーケット)#店舗一覧を参照。

### マツヤ
従来からのスーパーマーケット店舗で、合併時点で19店舗（うち1店舗は合併時点では休業中）があった。
合併後も店舗閉鎖や従業員削減はしない予定だが、店名は順次「デリシア」に統一される。
「*」印 - 合併後に「デリシア」ブランドに転換した店舗。
「**」印 - 合併後に「ユー・パレット」ブランドに転換した店舗。
「***」印 - 合併後に閉店した店舗。
- 長野県北信地方
  - 長野市

・長野赤沼店（マツヤショッピングモール内）**
・吉田店*
・若槻店（長野市徳間1105、2001年（平成13年）3月開店）*
店舗面積1,044m2
・上松店（長野市上松4-945、1980年（昭和55年）12月開店）*
店舗面積1,095m2
・三輪店*
・（七瀬店）*
・若里店（長野市若里1-20-20、1985年（昭和60年）10月開店）*
店舗面積932m2
・稲葉店（長野市稲葉母袋748、2001年（平成13年）3月開店）***
店舗面積974m2
・更北店（長野市青木島町大塚943-1、1987年（昭和62年）4月開店）*
店舗面積1,608m2
・篠ノ井店*
- - 須坂市

・須坂西店（須坂市墨坂4-1-3、1993年（平成5年）3月開店）*
店舗面積1,897m2
- - 中野市

・中野店（中野市大字吉田字柿ノ木726、2000年（平成12年）4月開店）*
店舗面積1,584m2
- 長野県東信地方
  - 上田市

・上田川西店*
・丸子店（上田市丸子町上丸子10238、1989年（平成1年）4月開店）*
店舗面積1,171m2
- - 小諸市

・小諸インター店（小諸市大字諸303号、1996年（平成8年）5月開店）*
店舗面積3,390m2
- - 佐久市

・臼田店（南佐久郡臼田町田口5566、1998年（平成10年）4月開店）**
店舗面積1,832m2
- - 東御市

・東部店（北佐久郡軽井沢町軽井沢1323、1992年（平成4年）4月開店）*
店舗面積950m2
- - 軽井沢町

・軽井沢店（北佐久郡軽井沢町軽井沢1323、1995年（平成7年）6月開店）*
店舗面積1,480m2
- - 佐久穂町

・南佐久店（南佐久郡八千穂村大字畑3808-1、1996年（平成8年）11月開店）**
店舗面積2,600m2

### ユー・パレット

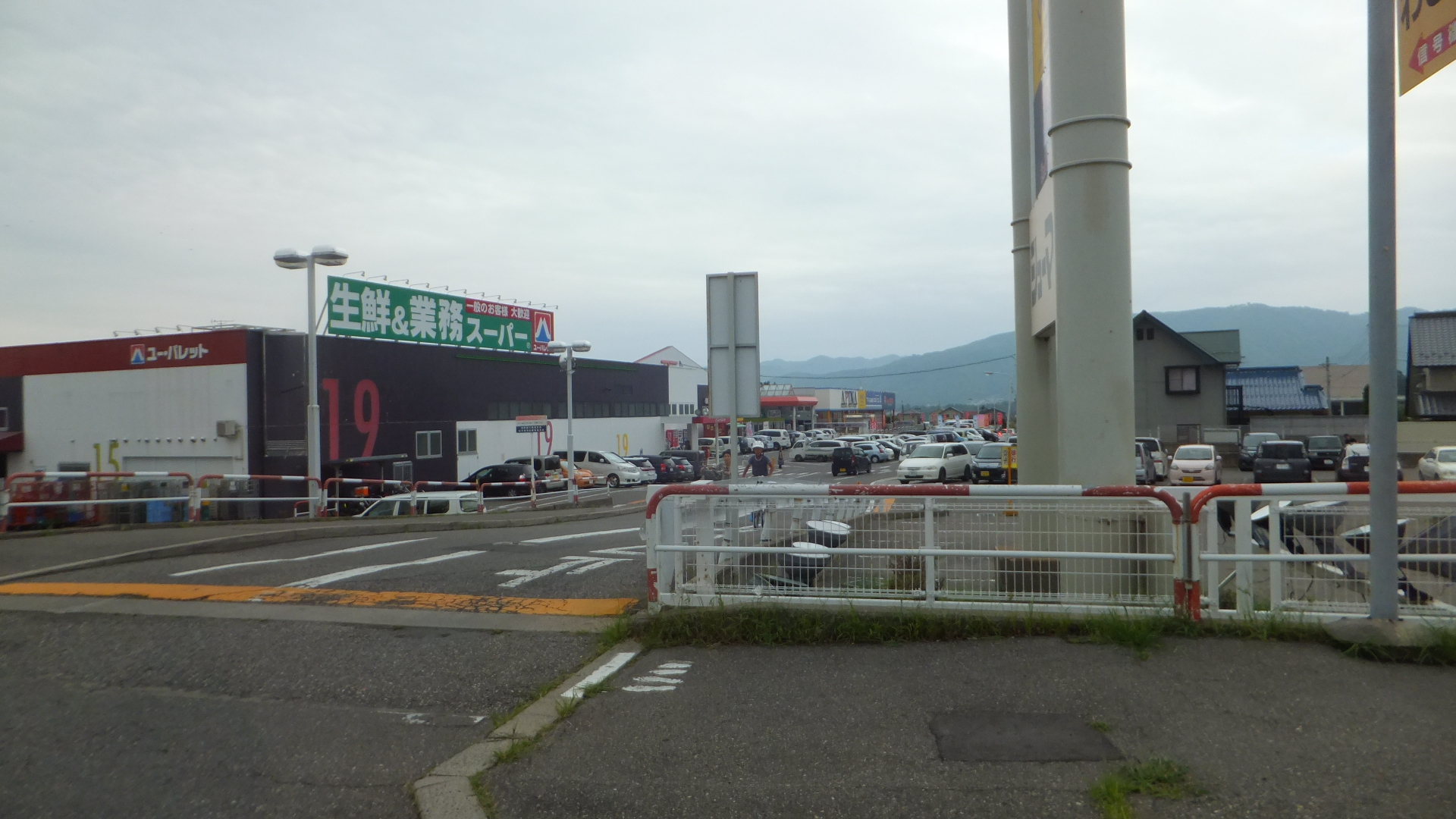
穂高店

2006年（平成18年）から展開していた業務スーパー。既存店舗の転換も含め、合併時点で7店舗あった。
合併後も「ユー・パレット」の店名を変更せず営業する予定。
- 長野県北信地方
  - 長野市: 長野北店
  - 中野市: 中野西店
  - 飯山市: 飯山店
- 長野県東信地方
  - 上田市: サンライン上田店
  - 小諸市: 小諸店
- 長野県中信地方
  - 松本市: 南松本店[注釈 14]
  - 安曇野市: 穂高店[注釈 15]

### マツヤショッピングモール
子会社の株式会社マツヤショッピングモールが運営していたSC。同社が運営していたSC「アップルパーク」（旧豊野店）が、北陸新幹線建設に伴って国道18号の反対側に移転することとなったのを機に、2009年（平成21年）に開業した。デリシア合併後は、「ユー・パレットショッピングモール」となっている。
この付近は長野市豊野地域・同市赤沼・小布施町の境が錯綜する地帯である。旧店舗は豊野地域にあり「豊野店」を名乗っていたが、新SCに入るマツヤは赤沼にあり「長野赤沼店」を名乗っている（合併後はユー・パレット赤沼店）。しかしながら入居する店舗の中には「豊野店」を名乗るものも多く、また一部店舗は実際に住所も長野市豊野町浅野となっている。
主なテナント
- マツヤ 長野赤沼店 → ユー・パレット 赤沼店
- マックハウス マツヤショッピングモール店 → マックハウス ユーパレットショッピングモール店
- 東京靴流通センター 豊野店 → 東京靴流通センター ユーパレットショッピングモール豊野店
- カインズホーム 豊野赤沼店
- ファッションセンターしまむら 豊野店
- モスバーガー 長野赤沼店

## 過去に存在したマツヤの店舗
- 松屋ショッピングセンター（中野市中央2-3-2[11]、1969年（昭和44年）9月27日開店[11]）

店舗面積2,310m2
- 中野駅前店（中野市西1-5-43[11]、1965年（昭和40年）4月開店[11]）

店舗面積250m2
- 中野銀座店（中野市中央3-3-26[11]、1965年（昭和40年）4月開店[11]）

店舗面積250m2
- 吉田店（長野市大字吉田町東966[11]、1966年（昭和41年）7月開店[11]）

店舗面積660m2
- 立町店（須坂市大字青木1403[11]、1966年（昭和41年）10月開店[11]）

店舗面積396m2